# Panama ai Giochi della XXXII Olimpiade
Panama ha partecipato ai Giochi della XXXII Olimpiade, che si sono svolti a Tokyo, Giappone, dal 23 luglio all'8 agosto 2021 (inizialmente previsti dal 24 luglio al 9 agosto 2020 ma posticipati per la pandemia di COVID-19) con dieci atleti, quattro uomini e sei donne.
Si è trattata della diciottesima partecipazione di questo paese ai Giochi estivi. Nessun atleta ha vinto medaglie.

## Delegazione
| Sport            | Uomini | Donne | Totale |
| ---------------- | ------ | ----- | ------ |
| Atletica leggera | 2      | 2     | 4      |
| Ciclismo         | 1      | 0     | 1      |
| Judo             | 0      | 2     | 2      |
| Nuoto            | 1      | 1     | 2      |
| Pugilato         | 0      | 1     | 1      |
| Totale           | 4      | 6     | 10     |

## Risultati

### Atletica leggera
| Q | Qualificato al turno successivo per la posizione in qualificazione                                                           |
| q | Qualificato per il turno successivo per ripescaggio o, negli eventi su campo, conquistando la misura minima per qualificarsi |

Eventi su pista e strada
| Atleta             | Evento                   | Batteria  | Batteria  | Semifinale | Semifinale | Finale          | Finale          |
| Atleta             | Evento                   | Risultato | Posizione | Risultato  | Posizione  | Risultato       | Posizione       |
| ------------------ | ------------------------ | --------- | --------- | ---------- | ---------- | --------------- | --------------- |
| Alonso Edward      | 200 m piani maschili     | 20"60     | 2° Q      | DNF        | DNF        | non qualificato | non qualificato |
| Jorge Castelblanco | Maratona                 | N.D.      | N.D.      | N.D.       | N.D.       | 2h33'22"        | 75°             |
| Gianna Woodruff    | 400 m ostacoli femminili | 55"49     | 2ª Q      | 54"22      | 2ª Q       | 55"84           | 7ª              |

Eventi su campo
| Atleta          | Evento                   | Qualifica | Qualifica | Finale          | Finale          |
| Atleta          | Evento                   | Misura    | Posizione | Misura          | Posizione       |
| --------------- | ------------------------ | --------- | --------- | --------------- | --------------- |
| Nathalee Aranda | Salto in lungo femminile | 6.12      | 27ª       | non qualificata | non qualificata |

### Ciclismo su strada
| Atleta            | Evento                  | Tempo | Posizione |
| ----------------- | ----------------------- | ----- | --------- |
| Christofer Jurado | Corsa in linea maschile | DNF   | DNF       |

### Nuoto
| Atleta             | Gara                     | Batterie | Batterie | Semifinali      | Semifinali      | Finale          | Finale          |
| Atleta             | Gara                     | Tempo    | Pos.     | Tempo           | Pos.            | Tempo           | Pos.            |
| ------------------ | ------------------------ | -------- | -------- | --------------- | --------------- | --------------- | --------------- |
| Tyler Christianson | 200 metri rana maschili  | 2'13"41  | 29°      | non qualificato | non qualificato | non qualificato | non qualificato |
| Tyler Christianson | 200 metri misti maschili | 2'02"70  | 40°      | non qualificato | non qualificato | non qualificato | non qualificato |
| Emily Santos       | 100 metri rana femminili | 1'12"10  | 35ª      | non qualificata | non qualificata | non qualificata | non qualificata |

### Pugilato
| Atleta        | Evento          | Sedicesimi           | Ottavi di finale        | Quarti di finale       | Semifinali           | Finale               | Pos.            |
| Atleta        | Evento          | Avversario Risultato | Avversario Risultato    | Avversario Risultato   | Avversario Risultato | Avversario Risultato | Pos.            |
| ------------- | --------------- | -------------------- | ----------------------- | ---------------------- | -------------------- | -------------------- | --------------- |
| Atheyna Bylon | Medi F (-75 kg) | Bye                  | C. Parker (AUS) V (5-0) | L. Price (GBR) P (0-5) | non qualificata      | non qualificata      | non qualificata |